# Arnelliaceae
Arnelliaceae es una familia de musgos hepáticas del orden Jungermanniales. Tiene los siguientes géneros:

## Taxonomía
Arnelliaceae fue descrita por Takenoshin Nakai y publicado en Ordines, Familiae, Tribi, Genera . . . a Prof. Nakai, Edita 1943.

## Géneros
- Arnellia
- Gongylanthus
- Southbya